# Les Techniques du corps

Les Techniques du corps est une conférence prononcée par Marcel Mauss, le 17 mai 1934 devant la Société de Psychologie, et publiée pour la première fois par le Journal de Psychologie, vol. xxxii, no 3-4, 15 mars-15 avril 1936.
Mauss y étudie la notion de « technique du corps », et ses variations entre les cultures.

## Contexte historique et scientifique
Cet article est considéré comme la première étude sociologique de la notion de technique du corps. Ce travail a notamment inspiré les études sur les techniques de Leroi-Gourhan.

## Chapitre I
Mauss explique ce qu'il entend par « techniques du corps »: « J'entends par ce mot les façons dont les hommes, société par société, d'une façon traditionnelle, savent se servir de leur corps. »
Il précise : « J'appelle technique un acte traditionnel efficace [...]. Il faut qu'il soit traditionnel et efficace. Il n'y a pas de technique et pas de transmission, s'il n'y a pas de tradition. C'est en quoi l'homme se distingue avant tout des animaux : par la transmission de ses techniques et très probablement par leur transmission orale. »
- Selon Mauss, l'éducation joue un rôle capital dans la transmission de ces techniques « Dans tous ces éléments de l'art d'utiliser le corps humain les faits d'éducation dominaient. La notion d'éducation pouvait se superposer à la notion d'imitation. Car il y a des enfants en particulier qui ont des facultés très grandes d'imitation, d'autres de très faibles, mais tous passent par la même éducation ».
- Mauss remarque que les techniques du corps sont au croisement de trois domaines : biologique, sociologique et psychologique. C'est ce que Mauss appelle le point de vue de l' « homme total » : « C'est le triple point de vue, celui de « l'homme total », qui est nécessaire. »
- Dans ce chapitre, Mauss introduit aussi la notion d'habitus : « Il faut y voir des techniques et l'ouvrage de la raison pratique collective et individuelle, là où on ne voit d'ordinaire que l'âme et ses facultés de répétition. »

Ce premier chapitre procède par l'analyse de beaucoup d'exemples qui mettent en scène Mauss lui-même : par exemple, les techniques de nage, la démarche.

## Chapitre II
Mauss propose une première classification des techniques du corps.
1. Division des techniques du corps entre les sexes.
2. Variation des techniques du corps avec les âges.
3. Classement des techniques du corps par rapport au rendement.
4. Transmission de la forme des techniques.

## Chapitre III
Mauss propose un autre point de vue sur les techniques du corps, en fonction du cours de la vie.
1. Techniques de la naissance et de l'obstétrique
2. Techniques de l'enfance
3. Techniques de l'adolescence
4. Techniques de l'âge adulte

- Sommeil
- Repos
- Activité, mouvement
- Soins du corps (frotter, laver, etc.)
- Consommation
- Reproduction
- Soins, anormal (maladie)

## Chapitre IV
Mauss confirme la nécessité d'une analyse triple : « nous nous trouvons partout en présence de montages physio-psycho-sociologiques de séries d'actes ».
Mauss cherche l'explication de cette diversité des techniques: il l'attribue à une forme de nécessité sociale de ces techniques. Mauss souligne l'intérêt de cette étude pour la compréhension d'une société en général. « Je crois que toute cette notion de l'éducation des races qui se sélectionnent en vue d'un rendement déterminé est un des moments fondamentaux de l'histoire elle-même : éducation de la vue, éducation de la marche - monter, descendre, courir. »